# Me nguồn lá xoan
Phyllagathis ovalifolia là một loài thực vật có hoa trong họ Mua. Loài này được H.L. Li miêu tả khoa học đầu tiên năm 1944.